# グレーヴァ香子
グレーヴァ香子（Takako Fujiwara-Greve）は日本の経済学者。慶應義塾大学経済学部教授。専攻は理論経済学、特に非協力ゲーム理論およびミクロ経済学。

## 経歴
1986年に慶應義塾大学経済学部を卒業、1988年に慶應義塾大学大学院修士課程を修了し、同大学経済学部助手となる。1995年にスタンフォード大学経営大学院でPh.D.を取得し、同年に慶應義塾大学経済学部に助教授として着任する。2007年に教授に昇任する。慶應義塾大学でのゼミの指導教官は長名寛明。

## 研究と教育
専門分野は非協力ゲーム理論およびミクロ経済学。大学の2年生のとき、ミクロ経済学に出会い、合理的で明快で素晴らしい理論だと思い、中でもゲーム理論は自分の学問だと直感したと自身のインタビューで語っている。また、教育者としては、意識的に厳しく学生には接していると自ら語っている。

## 著作

### 単著
- 『非協力ゲーム理論』(2011年、知泉書館) ISBN 9784862851079

### 共編著
- (中村慎助・小沢太郎)『公共経済学の理論と実際』(2003年、東洋経済新報社) ISBN 978-4492313244
- (中村慎助・小沢太郎)『理論経済学の復権』(2008年、慶應義塾大学出版会) ISBN 978-4766415476